# خاله چارلی
خالهٔ چارلی (ایتالیایی: La zia di Carlo) یک فیلم کمدی ایتالیایی به کارگردانی آلفردو گوارینی است که در سال ۱۹۴۳ منتشر شد.

## بازیگران
- ارمینیو ماکاریو
- کارلو مینلو
- مائوریتسیو دآنکورا
- سیلوانا یاکینو
- ویرجیلیو رینتو
- گولی‌یلمو بارنابو
- کارلو ریتسو